# Aloe succotrina
Aloe succotrina là một loài thực vật có hoa trong họ Măng tây. Loài này được Lam. mô tả khoa học đầu tiên năm 1783.

## Hình ảnh

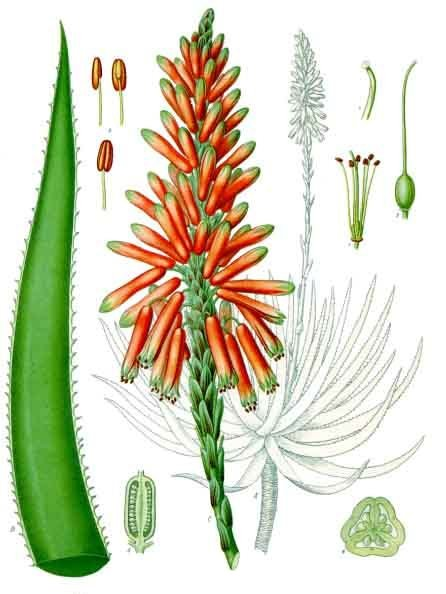
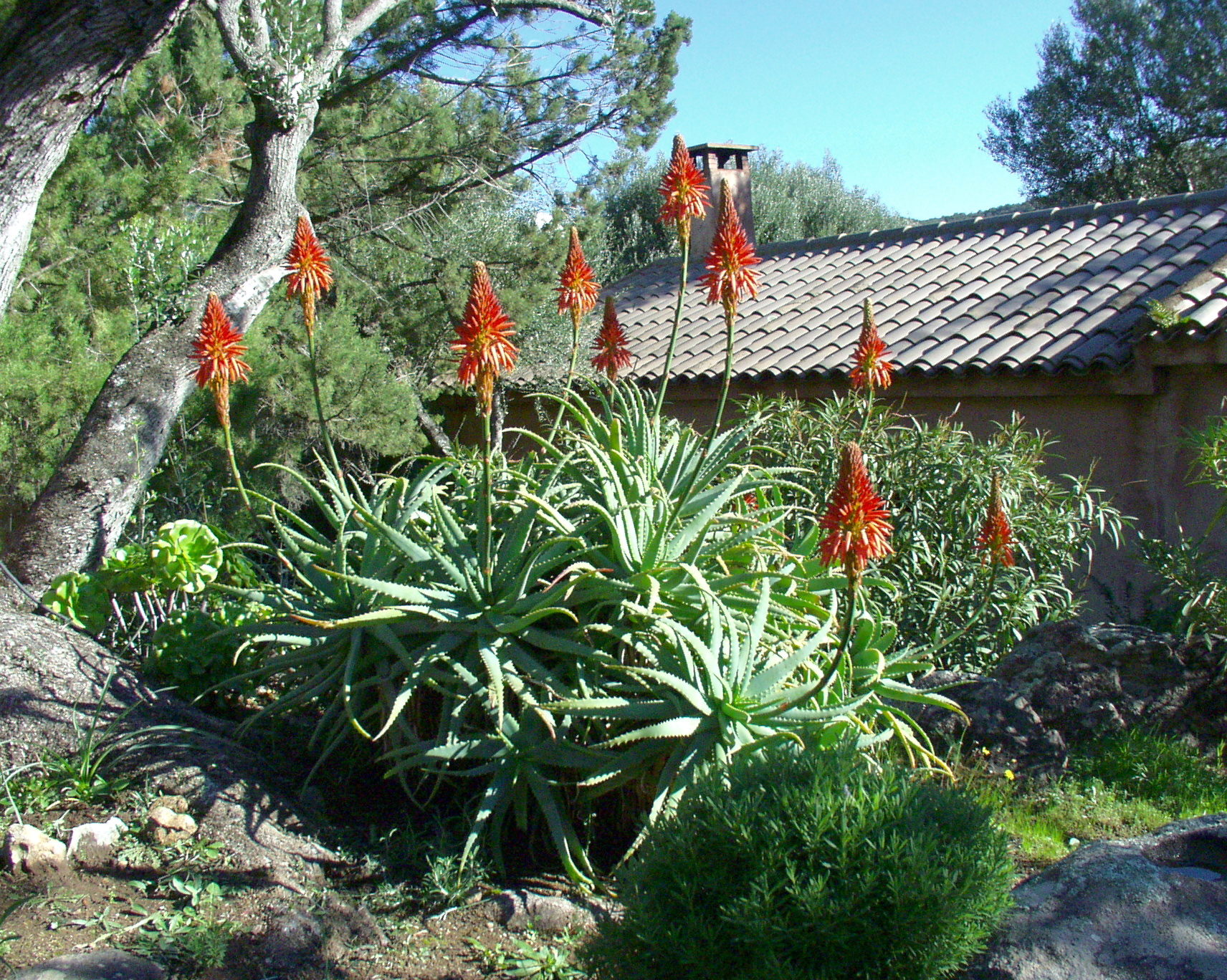
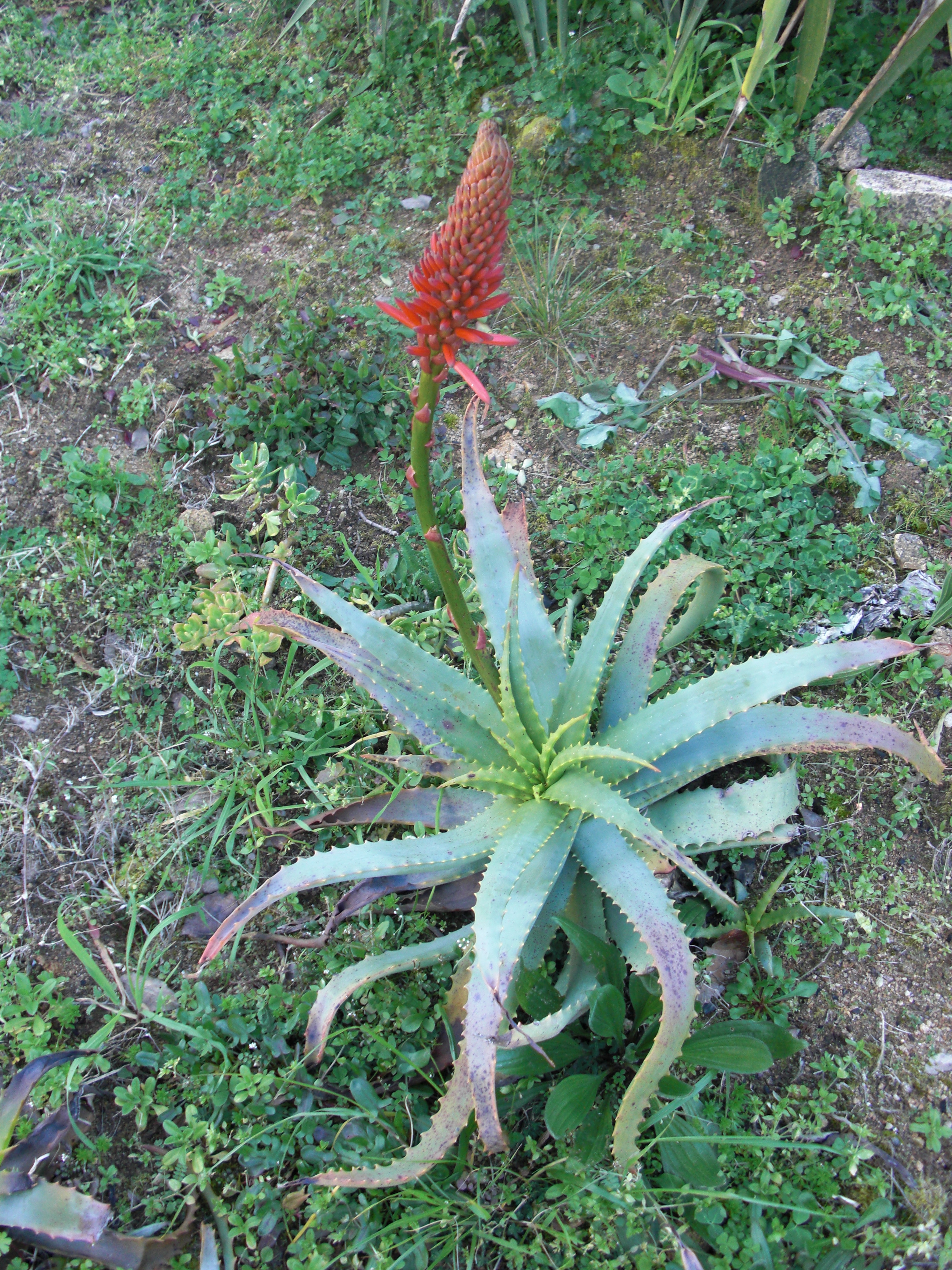
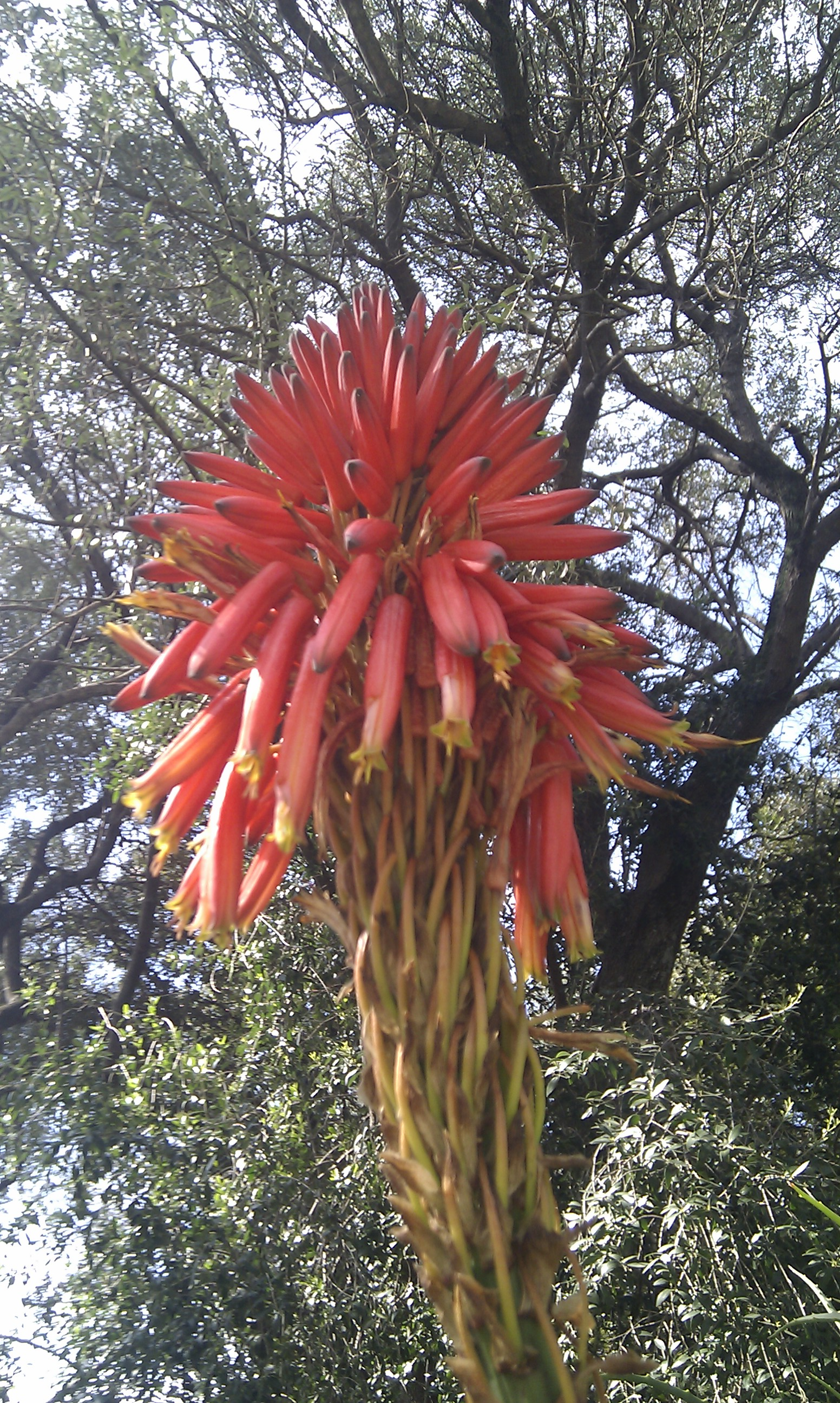